# Keith Burge
Keith Burge (Tonypandy, 1950. augusztus 10.  –) walesi nemzetközi labdarúgó-játékvezető.

## Pályafutása

### Nemzeti játékvezetés
1986 és 1992 között volt az I. Liga játékvezetője. 1992-1999 között a Premier Liga bírója. Az aktív nemzeti játékvezetéstől 1999-ben vonult vissza.
| Időpont             | Helyszín                         | Mérkőzés típusa     | Mérkőzés                      | Eredmény |
| ------------------- | -------------------------------- | ------------------- | ----------------------------- | -------- |
| 1992. szeptember 5. | Selhurst Park Stadion, Wimbledon | első Premier Liga   | Wimbledon FC–Arsenal          | 3 : 2    |
| 1999. május 1.      | Old Trafford Stadion, Manchester | utolsó Premier Liga | Manchester United–Aston Villa | 2 : 1    |

### Nemzetközi játékvezetés
A Walesi labdarúgó-szövetség Játékvezető Bizottsága (JB) 1989-ben terjesztette fel nemzetközi játékvezetőnek, a Nemzetközi Labdarúgó-szövetség (FIFA) bíróinak keretébe. Több nemzetek közötti válogatott és klubmérkőzést vezetett. A wales nemzetközi játékvezetők rangsorában, a világbajnokság-Európa-bajnokság sorrendjében többedmagával a 16. helyet foglalja el 1 találkozó szolgálatával. Az aktív nemzetközi játékvezetéstől 1996-ban a FIFA 45 éves korhatárát elérve búcsúzott. Válogatott mérkőzéseinek száma: 5.

#### Európa-bajnokság
Az európai-labdarúgó torna döntőjéhez vezető úton Angliába a X., az 1996-os labdarúgó-Európa-bajnokságra az UEFA JB játékvezetőként foglalkoztatta.
| Időpont           | Helyszín                  | Mérkőzés típusa           | Mérkőzés              | Eredmény | Nézők száma |
| ----------------- | ------------------------- | ------------------------- | --------------------- | -------- | ----------- |
| 1995. március 29. | Žalgiris Stadion, Vilnius | előselejtező (4. csoport) | Litvánia–Horvátország | 0 : 0    | 9 500       |